# Adrian Piper

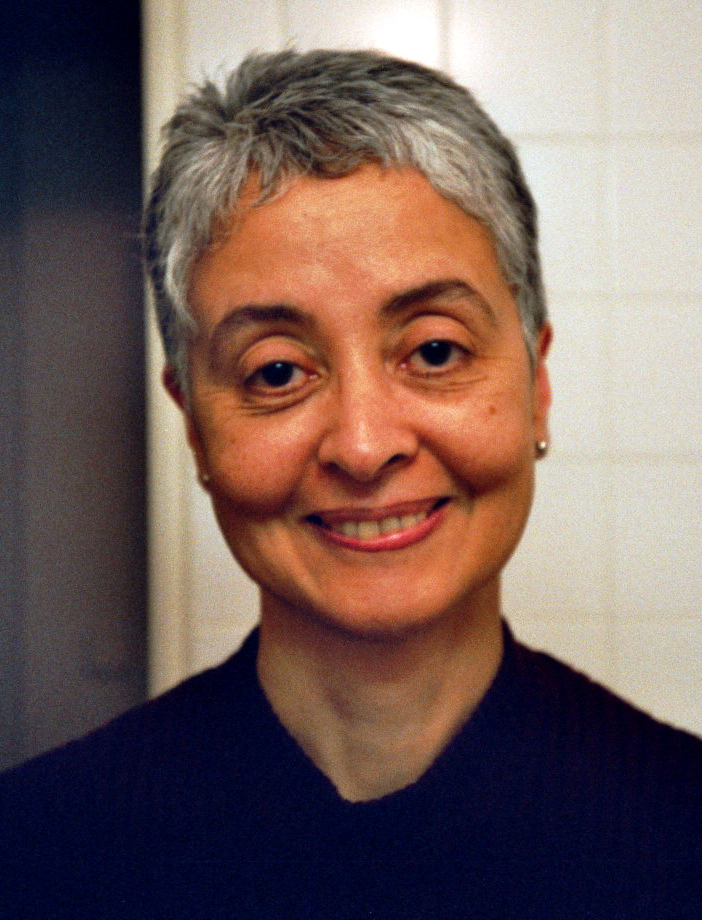
Adrian Piper (2005)

Adrian Margaret Smith Piper (* 20. September 1948 in New York City) ist eine US-amerikanische Konzeptkünstlerin der ersten Generation und eine analytische Philosophin. Sie lebte vor ihrer Auswanderung aus den USA viele Jahre in Cape Cod, Massachusetts. Seit 2005 lebt und arbeitet sie in Berlin, wo sie die Adrian Piper Research Archive Foundation Berlin betreibt.

## Schul- und Universitätsausbildung
Als weiterführende Schulen besuchte Piper die Riverside Church, dann die New Lincoln School und während der letzten Jahre vor dem Gymnasialabschluss die Art Students’ League. Sie war 20 Jahre alt, als sie ihre Kunst erstmals auf internationaler Ebene ausstellte und im Jahr 1969 an der School of Visual Arts einen Abschluss im Bereich Bildende Künste mit dem Schwerpunkt Malerei und Skulptur ablegte (A.A. - Associate in Arts Degree). Während sie auch weiterhin Kunst produzierte und ausstellte, schloss Piper im Jahr 1974 ihr Studium am City College of New York als B.A. mit summa cum laude und einer Forschungsauszeichnung in Philosophie sowie einem Nebenschwerpunkt in der Musikologie des Mittelalters und der Renaissance ab. An der Universität Harvard studierte sie Philosophie, wo sie 1977 einen Abschluss als M.A. ablegte und 1981 mit einer Dissertation bei John Rawls promoviert wurde. Außerdem betrieb sie von 1977 bis 1978 an der Universität Heidelberg bei Dieter Henrich Studien zu Immanuel Kant und Georg Wilhelm Friedrich Hegel. Insgesamt dauerte ihre Schul- und Universitätsausbildung 27 Jahre.

## Philosophische Arbeiten
Adrian Piper hat an den Universitäten Georgetown, Harvard, Michigan, Stanford und an der University of California at San Diego Philosophie gelehrt. In den Fußstapfen der Pionierin Joyce Mitchell Cook wurde sie im Jahr 1987 als erste Afroamerikanerin fest angestellte Professorin für Philosophie. Aufgrund ihrer Weigerung, in die Vereinigten Staaten zurückzukehren, solange ihr Name auf der Beobachtungsliste der US-Behörde für Verkehrssicherheit (TSA) als „verdächtige Reisende“ steht, entzog ihr das Wellesley College im Jahr 2008 zwangsweise ihren Lehrstuhl. Ihre philosophischen Veröffentlichungen beschäftigen sich vornehmlich mit Metaethik, Kant und Ethikgeschichte. Ihre zweibändige Studie zur kantischen Metaethik, Rationality and the Structure of the Self, Volume I: The Humean Conception und Rationality and the Structure of the Self, Volume II: A Kantian Conception, wurde im Jahr 2008 von der Cambridge University Press zur Veröffentlichung angenommen und ist seitdem als kostenloses E-Book auf Pipers Website verfügbar. Diese Studie bietet einen kritischen Überblick über die bedeutendsten Moraltheorien des späten 20. Jahrhunderts, sie entwickelt eine in Kants Kritik der reinen Vernunft verankerte kantische Theorie der Metaethik und bindet die herkömmliche Entscheidungstheorie in die klassische Prädikatenlogik ein.
Rationality and the Structure of the Self markiert den Kulminationspunkt von 34 Jahren Arbeit, deren Ergebnisse zum Teil schon zuvor in Artikeln veröffentlicht worden waren. Ein früher Artikel, „Two Conceptions of the Self“, bot eine Einführung in Pipers Unterscheidung zwischen den humeschen und kantischen Konzeptionen des Selbst, der Motivation und der Rationalität. In Rationality and the Structure of the Self argumentiert sie, dass sich in der angloamerikanischen Philosophie der zweiten Hälfte des 20. Jahrhunderts zwischen diesen beiden Konzeptionen ein Kampf um die Vorherrschaft im Bereich der Ethik entwickelt hat. Nach Pipers Definition setzt sich die humesche Konzeption aus dem sogenannten belief/desire-Modell der Motivation und dem Nutzenmaximierungsmodell der Rationalität zusammen, während in der kantischen Konzeption sowohl die Motivation als auch die Rationalität an den Prinzipien der deduktiven und induktiven Logik ausrichtet sind. Somit gebe die kantische Konzeption des Selbst der Freiheit, der Autonomie und der moralischen Verpflichtung Vorrang vor der Befriedigung von Begierden und der Nutzenmaximierung. Piper ist der Überzeugung, dass sich die Kontrahenten in diesem Kampf durch ihre jeweiligen Annahmen selbst behindern. In Rationality and the Structure of the Self gibt sie einen Überblick über diese historische Entwicklung und entwickelt Lösungsvorschläge für einige der bislang ungelösten Probleme, die sich daraus ergeben haben.
Die humesche Konzeption des Selbst untersuchte Piper eingehend in Volume I: The Humean Conception. Darin würdigt sie die eindrucksvolle Geschichte dieser Konzeption bei Thomas Hobbes, David Hume, Jeremy Bentham, John Stuart Mill und Henry Sidgwick und untersucht, wie sie den Unterbau bildet für den Utilitarismus, die Tugendtheorie und die Vertragstheorie der zeitgenössischen Philosophie. Aufgrund der fachlichen Ausgestaltung der humeschen Konzeption in Entscheidungstheorie und neoklassischer Wirtschaftstheorie, wie z. B. bei Frank Plumpton Ramsey, Leonard Savage, John von Neumann und Oskar Morgenstern, Maurice Allais und anderen, zeichnet Piper auch ihren Einfluss auf Wirtschaftswissenschaft, Psychologie und politische Theorie nach. Sie argumentiert, Moralphilosophen des ausgehenden 20. Jahrhunderts hätten sich, als sie die Grundlagen ihrer Moralphilosophien entwickelten, wegen des weitreichenden Einflusses der Konzeption in den Gesellschaftswissenschaften dazu verleiten lassen, die humesche Konzeption als gegeben anzusehen. Bei gründlicher Untersuchung des belief/desire-Modells der Motivation wie auch des Nutzenmaximierungsmodells der Rationalität sowohl in informeller als auch in axiomatisierter Fassung aber zeige sich, so Piper, dass solche Formulierungen nicht nur entweder nichtssagend oder in sich widersprüchlich seien. Vielmehr verschleierten sie zudem intensionale Grundannahmen, aufgrund derer sich nicht genau festmachen lasse, worin genau die Irrationalität einer zyklischen Anordnung besteht; so werde das fachliche Rüstzeug der Entscheidungstheorie eines belastbaren und formal gültigen Konsistenzkriteriums beraubt.
Piper kritisiert, humesche Moralphilosophen hätten diese Probleme auf eine Strohpuppe abgeschoben, nämlich auf die Debatte zwischen Konsequentialismus und Deontologie, anstatt sie frontal anzugehen. Folglich, so argumentiert Piper, hätten so unterschiedliche humesche Moralphilosophen wie John Rawls, Thomas Nagel, Richard Brandt, Alan Gewirth, Annette Baier, Bernard Williams, Harry Frankfurt, Allan Gibbard, David Kellogg Lewis, Alvin Goldman, Elizabeth S. Anderson, Elizabeth Anscombe und andere die humesche Konzeption des Selbst für fundamentistische Zwecke vereinnahmt. Gleichzeitig seien aber ihre Versuche erfolglos geblieben, die drei unlösbaren metaethischen Probleme zu lösen, welche die humesche Konzeption aufwirft: die Probleme der moralischen Motivation, der rationalen Endzwecke und der moralischen Rechtfertigung. Volume I von Rationality and the Structure of the Self kommt zu dem Schluss, dass die humesche Konzeption des Selbst nur zu retten ist, wenn man sie als Sonderfall in eine umfassendere kantische Konzeption einbettet, in welcher sie implizit als gegeben angenommen wird.
Allerdings haben sich nach Pipers Ansicht auch zahlreiche kantische Moralphilosophen bei dem Versuch, eine Alternative zu dem humeschen Begriff zu formulieren, selbst die Hände gebunden, indem sie ihre Aufmerksamkeit auf Kants Moralphilosophie beschränkt hätten. In zwei älteren Artikeln über die Kant-Exegese, „Kant on the Objectivity of the Moral Law“ (1994) und „Kants intelligibler Standpunkt zum Handeln“ (2000) hatte Piper argumentiert, dass Kants eigene Moraltheorie ohne Bezugnahme auf die historisch früher angesiedelte Kritik der reinen Vernunft nicht angemessen interpretierbar sei, da jene alle wichtigen Fachbegriffe einführe, welche für die Grundlegung und die zweite Kritik prägend sind. Wenn die zeitgenössische kantische Moraltheorie Kants erste Kritik ausblende, so Piper, dann sei es ihr unmöglich, die humesche Konzeption mit ihrer hoch entwickelten und systematisierten Formalisierung der Handlungstheorie aus dem Feld zu schlagen, deren Erfolg sich in ihrer praktischen Anwendung in den Gesellschaftswissenschaften zeige.
Diese Mängel versuchte Piper mit Rationality and the Structure of the Self, Volume II: A Kantian Conception zu beheben. In Kants erster Kritik findet sie Inspiration für mögliche Alternativmodelle der Motivation, der Rationalität und des Selbst, die auf dem relativ stabilen Fundament der klassischen Prädikatenlogik aufbauen – derselben Grundlage, auf der auch Kants eigene Konzeption der Vernunft fußte. Sie entwickelt einen Vorschlag, wie sich herkömmliche Axiomatisierungen der Entscheidungstheorie ohne Verlust ihrer Vorhersagekraft in dieses Fundament integrieren lassen, indem nämlich (1) die Intensionalität von Präferenzordnungen mittels klassischer Prädikatenlogik explizit wiedergegeben wird und (2) indem boolesche Verknüpfungen und die quantifizierende Notation der booleschen Logik auf Untersatzelemente ausgeweitet werden. Zusätzlich argumentiert sie, die Einbindung des humeschen belief/desire-Modells der Motivation in ein kantisches Modell der Vernunft als Motivation impliziere Antworten auf die von der humeschen Konzeption aufgeworfenen Probleme der moralischen Motivation, der rationalen Endzwecke und der moralischen Rechtfertigung.
In diesem zweiten Band entwickelt Piper auf der Grundlage logischer Konsistenz als buchstäbliche Selbsterhaltung eine Konzeption des menschlichen Handelns. Für die Begriffe, welche die Struktur des Selbst im Idealfall prägen, schlägt sie zwei Konsistenzkriterien vor: die horizontale Konsistenz kognitiv wirksamer Begriffe untereinander, welche den quantifizierten Satz vom ausgeschlossenen Widerspruch auf Untersatzelemente anwendet; und die vertikale Konsistenz von Begriffen niederer Ordnung mit Begriffen höherer Ordnung, welche die quantifizierte Regel des Modus ponens auf die gefolgerte Ableitungsbeziehung solcher Elemente untereinander anwendet. Endzwecke, die diese beiden Kriterien erfüllen, sind rational; substantive Moraltheorien, die sie erfüllen, sind rational gerechtfertigt; und die von diesen Kriterien geleiteten Handlungen schließen auch moralisch motivierte Handlungen ein.
Piper argumentiert, der Mensch sei von Natur aus so veranlagt, zumindest den Anschein solcher Konsistenz zu wahren – sowohl in seinen Kognitionen als auch in seinen Handlungen, selbst wenn die konkrete Wirklichkeit dahinter zurückbleibt. Dieses konkrete Defizit nennt sie Vernünftelei („pseudorationality“). Diese übergeordnete Veranlagung erkläre, so Piper, warum die Vernunft in Abwesenheit von Begehren motivierend wirksam sein kann und warum sie es in der Realität so selten ist. Piper wendet diese Konzeption des Selbst und des Handelns an, um erstens das Phänomen des Whistleblowing zu untersuchen und zu rechtfertigen, und zweitens, um die Fremdenfeindlichkeit einer Untersuchung zu unterziehen, die ihre Unausweichlichkeit ebenso wie ihre Zugänglichkeit für rationale Reformen impliziert. In ihrem frühen Artikel „Moral Theory and Moral Alienation“ (1987) kam Piper zu dem Schluss, dass das Phänomen der moralischen Entfremdung, dem das metaethische Schrifttum so viel Aufmerksamkeit schenkt, ein ganz natürliches Nebenprodukt der Tatsache ist, dass wir unsere kognitiven und rationalen Fertigkeiten besitzen und anwenden. Sie beschließt Volume II von Rationality and the Structure of the Self mit dem weiteren Argument, dass wir ohne die sogenannte moralische Entfremdung unfähig wären, Bedeutungen zu erfassen, zwischenmenschliche Beziehungen aufzubauen oder im Dienst uneigennütziger oder selbstloser Moralprinzipien transpersonal zu handeln.

## Künstlerische Arbeiten

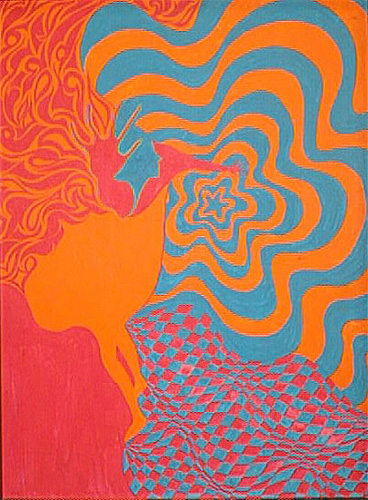
Alice Down the Rabbit Hole (1966; Tempera auf Leinwand, aufgezogen auf Hartfaserplatte, 45,7 × 61 cm). Sammlung Emi Fontana. Fotonachweis: Robert del Principe

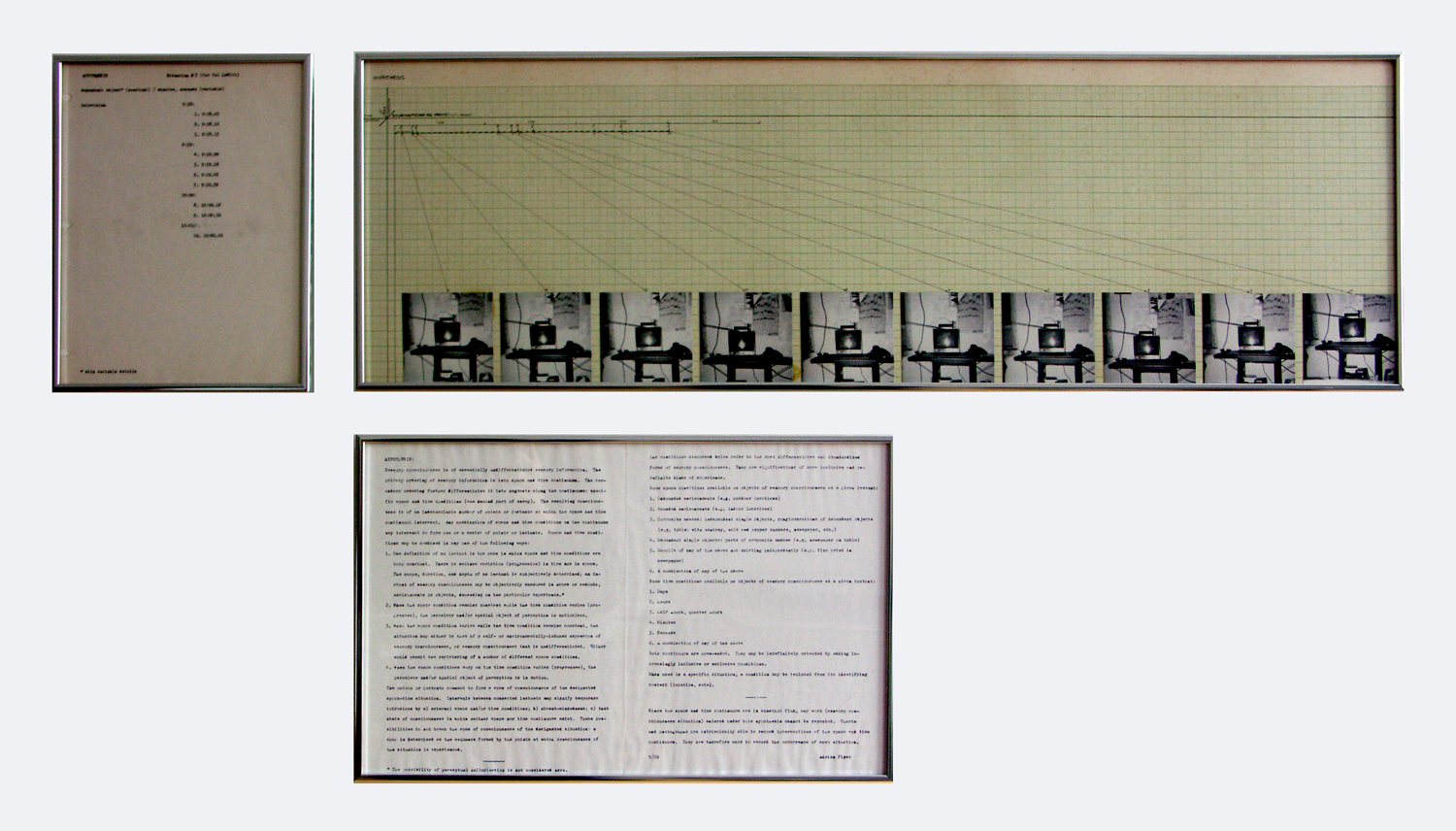
Hypothesis: Situation #3 (für Sol LeWitt) (1968; Foto-Diagramm-Kollage auf Millimeterpapier, originaler Schreibmaschinentext, Text im klassischen Foto-Offset-Verfahren, 28,4 × 86,5 cm; 28,4 × 22,1 cm; 28,5 × 43,6 cm). Sammlung Adrian Piper Research Archive. Fotonachweis: Amy Patton

Adrian Pipers frühe LSD Paintings aus den Jahren 1965 bis 1967, von denen einige noch während der letzten Jahre vor ihrem Gymnasialabschluss entstanden, wurden von Robert del Principe entdeckt und kuratiert, im Jahr 2002 erstmals in der Galleria Emi Fontana in Mailand ausgestellt und schnell in den internationalen Kanon psychedelischer Kunst aufgenommen. 1967 gelangte Piper unter den Einfluss der Arbeit von Sol LeWitt und verschrieb sich dem Prinzip der Konzeptkunst, die der Idee oder dem Konzept, aus dem eine Arbeit entsteht, höchste Priorität beimisst und andere künstlerische Medien – Malerei, Zeichnung, Performance, Video, Installation, Klangarbeiten, Fotodokumentation usw. – als gleichermaßen verfügbare und wertvolle Mittel ihrer Ausführung sieht. Diesem Ansatz ist sie seither bei allen ihren Arbeiten treu geblieben.

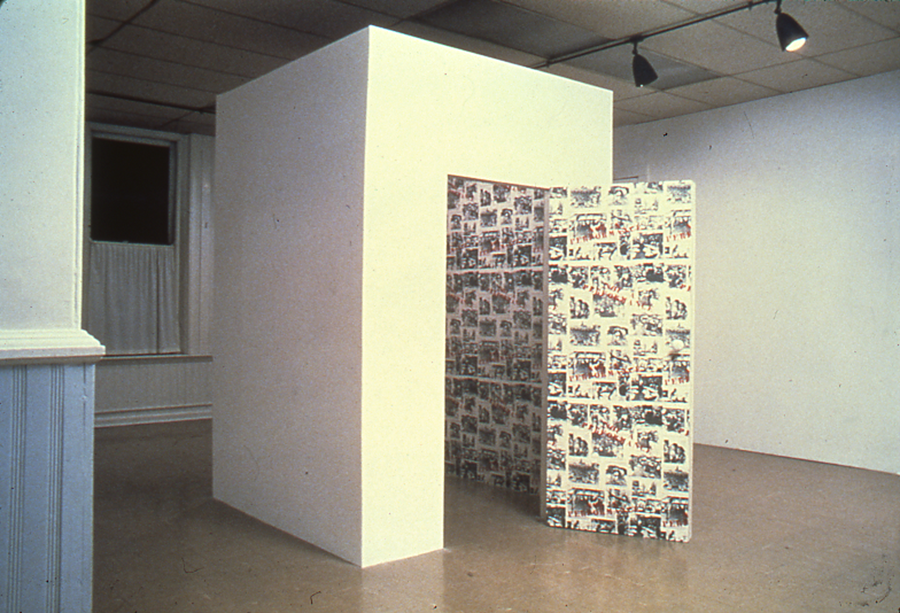
Art for the Artworld Surface Pattern (1976; Installation mit verschiedenen Medien 152,4 × 152,4 × 213,3 cm: gestaltete Holzumgebung, speziell bedruckte Tapete, Audiomonolog, nackte Glühbirne). Sammlung des San Francisco Museum of Modern Art.

Zwischen 1967 und 1970 brachten ihre frühen Arbeiten als Konzeptkünstlerin der ersten Generation die Techniken und Ansätze von Yoga und Meditation – was sie als indexikalische Gegenwart („indexical present“) bezeichnete und sich durch eigene Ausübung erarbeitete – unter Verwendung von Landkarten, Diagrammen, Fotografien und deskriptiver Sprache auf die Erkundung des Bewusstseins, der Wahrnehmung und der endlosen Permutation in Anwendung. Ihre Serie Hypothesis: Situation (1968–1970) schuf eine Verbindung zwischen der passiven Anschauung von Gegenständen und dem dynamischen Charakter des sich seiner selbst bewussten Handelns; in der Folge wandte sie sich für kurze Zeit der unangekündigten Straßenperformance zu. Mit ihren Performance-Serien Catalysis (1970–72) und Mythic Being (1973–75) führte Piper in den 1970er-Jahren die Themen Fremdenfeindlichkeit, Geschlecht und Rasse und in das Vokabular der Konzeptkunst ein. Dann führte sie mit ihrer aus verschiedenen Medien gestalteten Umgebung Art for the Artworld Surface Pattern (1976) ausdrücklich politische Inhalte in den Minimalismus ein.

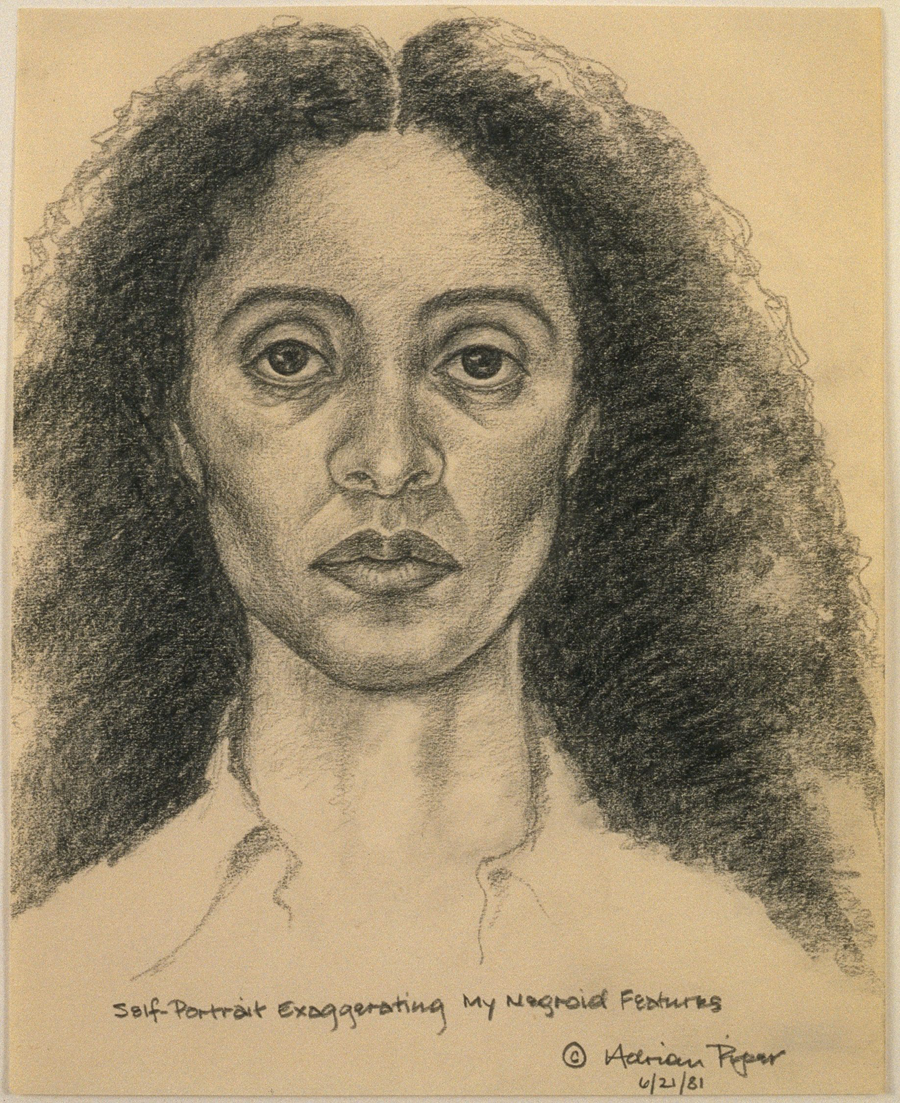
Self-Portrait Exaggerating My Negroid Features (1981; Bleistift auf Papier, 20,3 × 25,4 cm). Sammlung Eileen Harris Norton.

In den 1980er-Jahren nahm sie eine Fokussierung ihrer künstlerischen Arbeit vor, indem sie ihren Meditationsbegriff der indexikalischen Gegenwart auf die interpersonale Dynamik von Rassismus und Rassenstereotypen anwandte. Zu den Arbeiten, die diese Themen erkunden, gehören ihre Bleistiftzeichnung Self-Portrait Exaggerating My Negroid Features (1981), ihre Kollektiv-Performance Funk Lessons und das dazugehörige Video (1982–84), ihre unangekündigten Calling Card-Performances (1986–1990), ihre verschiedene Medien kombinierende Installation Close to Home (1987), ihre Video-Installationen Cornered (1988) und Vanilla Nightmares (1986–1989), ihre Serie rassische und sexuelle Tabus brechender Kohlezeichnungen auf Seiten der New York Times. Ihre erste Retrospektive im Jahr 1987 im Alternative Museum in New York, Adrian Piper: Reflections 1967–1987, bot dem Kunstpublikum und einer neuen Generation von Betrachtern eine neuerliche Einführung in die Medien, Strategien und Anliegen der Konzeptkunst der ersten Generation. Ihre verschiedene Medien kombinierende Videoinstallation The Big Four-Oh (1988) gewann 2001 den New York Dance & Performance Award (Bessie) im Bereich Installation & Neue Medien.

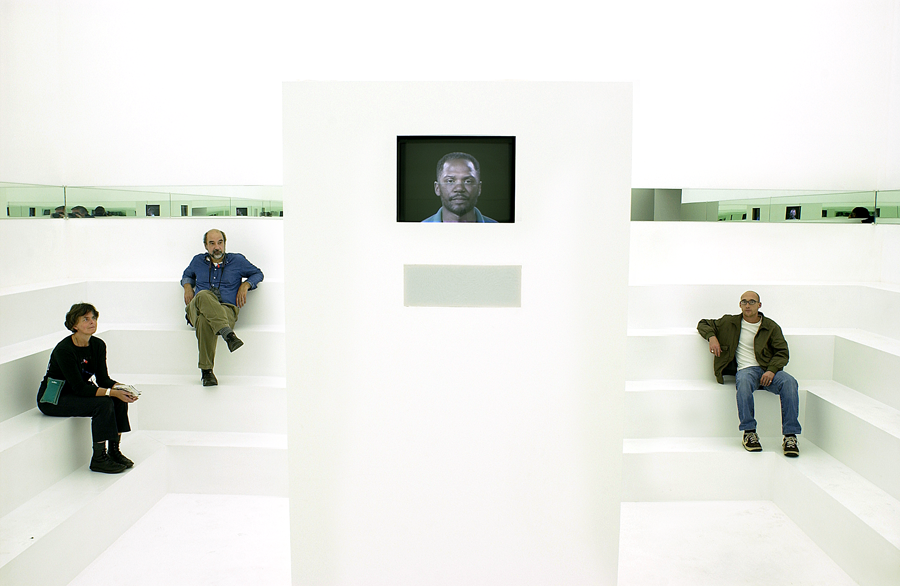
What It’s Like, What It Is #3 (1991; Videoinstallation: Holzbau, Spiegel, Beleuchtung, Videodisc, Musik-Tonspur, variable Abmessungen). Sammlung Adrian Piper Research Archive. Fotonachweis: David Campos

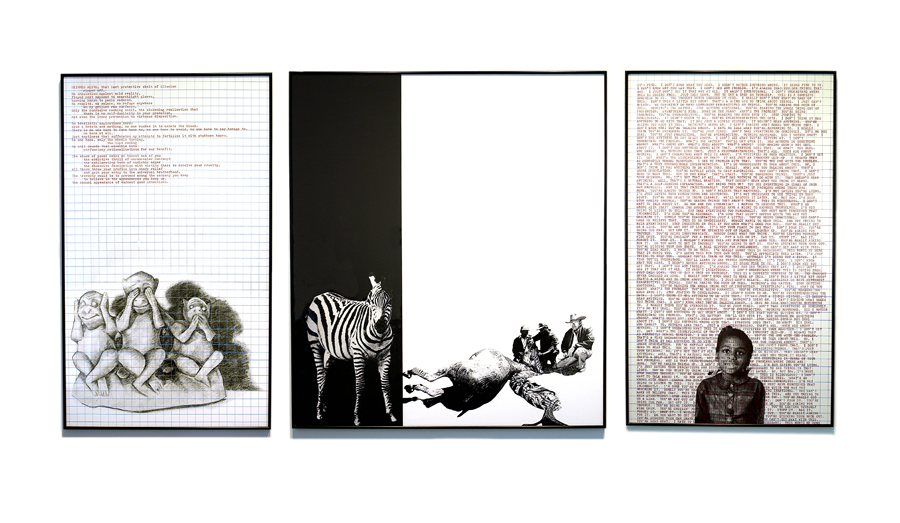
Decide Who You Are #1: Skinned Alive (1992; Foto-Text-Kollage, 3 Tafeln, 182,8 × 388,6 cm über alles). Sammlung Margaret Muntzer Loeb.

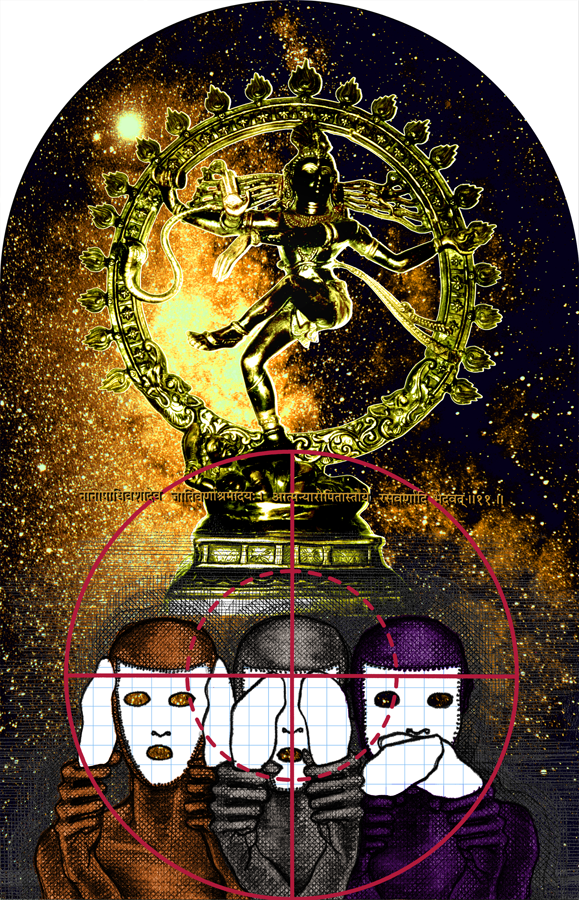
The Color Wheel Series #29: Annomayakosha (2000; Foto-Text-Kollage mit Siebdruck, 142 × 91 cm). Sammlung Adrian Piper Research Archive.

In den 1990er-Jahren weitete Piper viele der genannten Begriffe und Anliegen auf mehrere als Auftragsarbeiten erstellte großformatige Multimedia-Arbeiten und Videoinstallationen in der formalen Tradition des seriellen Minimalismus aus. Dazu gehörten Vote/Emote (1990), Out of the Corner (1990), What It’s Like, What It Is # 1 –3 (1991–92) und Black Box/White Box (1992). Pipers mehrere Tafeln umfassende Foto-Text-Kollage Decide Who You Are (1991–92) kombinierte in einer Folge formaler Variationen zu den Themen politische Selbsttäuschung und Unaufrichtigkeit übernommenes Fotomaterial mit Siebdruck und poetisch komprimierten Texten. Ihr mit Ölkreide auf Foto ausgeführtes Bild mit Text Self-Portrait as a Nice White Lady (1995) schockiert, erzürnt und amüsiert ihre Betrachter nach wie vor. Ebenfalls im Jahr 1995 zog Piper aus Protest gegen das Sponsoring durch den Tabakhersteller Philip Morris ihre Arbeit aus einer wichtigen Überblicksausstellung über frühe Konzeptkunst aus einem Museum ab. Als Ersatz schuf sie Ashes to Ashes (1995), eine Foto-Text-Arbeit, die vom Sterben ihrer beiden Eltern an durch das Rauchen verursachten Krankheiten erzählt. Diese Arbeit existiert sowohl in einer englischen als auch in einer italienischen Fassung.
Mit den als Siebdruck-Grafiken ausgeführten Variationen der Color Wheel-Serie, in der sie Sanskrit-Text mit Zeichnungen, fotografischen Elementen und Darstellungen einer vedischen Gottheit verbindet, erweiterte Piper im Jahr 2000 das Vokabular der Konzeptkunst weiter um Bilder und Begriffe aus der vedischen Philosophie. Seither hat sie diese Begriffe in ihrem Video YOU/STOP/WATCH (2002), ihrer fortlaufenden Multimedia-Serie Everything (seit 2003), ihrer auf Video aufgenommenen Vorlesung/Performance Shiva Dances with the Art Institute of Chicago (2004) und ihrer PacMan Trilogy (2005–08) zu einer introspektiven Untersuchung der Themen Verlust, Begehren, Distanz und Selbsttranszendenz ausgeweitet. Letztere ist eine Serie aus drei Video-Animationen, die unter Verwendung von Pac-Man-Bildern bestimmte grundlegende menschliche Dynamiken schematisieren. Ihre jüngste Serie Vanishing Point (seit 2009), die Skulptur-Installationen mit Zeichnungen und Kollektiv-Performance verbindet, bringt ihre Erforschung der Natur, der Struktur und der Grenzen des Ego-Selbst noch schärfer in den Fokus.
Adrian Pipers künstlerisches Werk ist in vielen wichtigen Sammlungen vertreten, wie zum Beispiel dem Museum of Modern Art, New York, dem Metropolitan Museum of Art, New York, dem Museum of Contemporary Art, Los Angeles, dem Centre Georges Pompidou, Paris, der Generali Foundation, Wien und dem Aomori-Kunstmuseum, Japan. Ihre sechste Wanderretrospektive, Adrian Piper since 1965, ging 2004 im Museum für zeitgenössische Kunst in Barcelona zu Ende. Ihre zweibändige Sammlung OUT OF ORDER, OUT OF SIGHT: Selected Writings in Meta-Art and Art Criticism 1967–1992 (MIT Press, 1996) ist auf Englisch als Taschenbuch erhältlich.

## Yoga-Praxis
Piper begann das Studium und die Ausübung von Yoga im Jahr 1965 mit den Upanischaden und dem großen illustrierten Yoga-Buch von Swami Vishnudevananda. Ab 1966 lernte sie bei Swami Satchidananda und wurde 1971 Svanishtha und im Jahr 1985 Brahmacharin. Zwischen 1992 und 2000 lernte sie in Kripalu bei Gitanand und bei Arthur Kilmurray, Patricia Walden, Chuck Miller, Erich Schiffmann, Leslie Bogart, Richard Freeman, Tim Miller, David Swenson, Gary Kraftsow, Georg Feuerstein, David Frawley und John Friend. Ihre in Prinzipien der Iyengar begründete Ausübung von Asanas basiert auf Vinyasa und Pranayama. Ihre Meditationspraxis basiert auf Samyama und folgt der Struktur der 24 Tattvas, betrachtet diese aber als Entsprechungen zu den fünf Koshas und das Atman aus dem Vedanta als eigentliches Designat des Purusha-Begriffs aus dem Samkhya.

## Stipendien und Auszeichnungen
Seit 1994 ist Adrian Piper Non-Resident Fellow des New York Institute for the Humanities an der New York University. 1998 bis 1999 war sie Stipendiatin am Getty Research Institute. Stiftungen wie Guggenheim, AVA, NEA, NEH, Andrew Mellon, Woodrow Wilson, IFK und das Wissenschaftskolleg zu Berlin Institute for Advanced Study haben ihr Forschungsstipendien gewährt. Außerdem wurden ihr die Skowhegan Medal for Sculptural Installation und der New York Dance & Performance Award (die Bessie) im Bereich Installation & Neue Medien verliehen. 2015 wurde sie bei der Biennale di Venezia mit dem Goldenen Löwen für die beste Künstlerin mit ihrem Werk The Probable Trust Registry/The Rules of the Game #1–3 ausgezeichnet.
2018 erhielt Piper den Käthe-Kollwitz-Preis. Die Akademie würdigte sie als international arbeitende Künstlerin und analytische Philosophin, die seit Mitte der 60er Jahre die amerikanische Konzeptkunst maßgeblich mitgeprägt habe: „Sie hat den Blick auf die afroamerikanische Kunstszene nachhaltig geprägt und der weiß-männlichen Sichtweise auf Kultur im Allgemeinen den Spiegel vorgehalten.“ 2021 wurde Piper der Goslarer Kaiserring zuerkannt und sie wurde in die American Academy of Arts and Letters gewählt.

## Die APRA Foundation Berlin
Adrian Piper gründete das Adrian Piper Research Archive (APRA – Adrian-Piper-Forschungsarchiv) im Jahr 2002, nachdem bei ihr eine chronische, fortschreitende und unheilbare Erkrankung diagnostiziert worden war. Obwohl die Erkrankung nach ihrer Auswanderung nach Deutschland im Jahr 2005 innerhalb von zwei Jahren verschwand, entwickelte sie das APRA weiter zu einer privaten und öffentlichen Informationsquelle für Studenten, Forscher, Kuratoren, Sammler, Autoren und alle, die sich aus konstruktiver Neugier oder beruflichen oder wissenschaftlichen Gründen für ihre Arbeit und ihr Leben interessieren.
Das APRA wird als Zeugnis von Pipers Aktivitäten in ihren drei ausgewählten Spezialgebieten unterhalten: Kunst, Philosophie und Yoga. Es umfasst (1) das Archiv, welches eine Sammlung von Pipers Kunstwerken, Korrespondenz, Manuskripten, Dokumenten, Familienfotos und Briefen enthält, sowie eine Bibliothek mit Büchern, Katalogen und Artikeln, eine Mediathek mit Video- und Tonarbeiten, ein Bildarchiv, eine Bibliothek für vedische und westliche Philosophie, eine Kunstbibliothek, eine Bibliothek mit Belletristik und Lyrik, eine Musiksammlung, eine Videosammlung, ein Kunstwerkeverzeichnis, ein Textverzeichnis, sowie ihre Lebens- und Arbeitsumgebung, ihre Möbel und persönlichen Gegenstände, die in der Form erhalten werden, wie Piper sie entworfen, erstellt, angeordnet und/oder verwendet hat; und (2) die Website der APRA, welche berufliche und biografische Informationen über Pipers Leben und Werk bietet.
Im Jahr 2009 etablierte Piper das APRA als Stiftung, die zudem die APRA Foundation Multi-Disciplinary Fellowship finanziert, ein einmaliges, jährlich vergebenes Forschungsstipendium für Forscher, die (a) auf mindestens zwei scheinbar unvereinbaren Forschungsgebieten und/oder Bereichen der Kunst anerkannte Leistungsträger sind und (b) die Mittel des APRA nutzen wollen, um auf einem oder beiden Gebieten die Konzeption, den Aufbau und/oder die Struktur des Selbst zu erforschen. Auf diese Weise unterstützt die APRA Foundation Berlin Forschung, welche die gleichen schöpferischen, multidisziplinären und von Globalisierung und interkulturellem Reisen genährten Ausdrucksformen des Selbst, die auch Pipers eigenes Werk verkörpert, exemplarisch oder modellhaft, analytisch und/oder theoretisch erfasst. Das Stipendium setzt dort an, wo die Publikation Rationality and the Structure of the Self aufhört. Es soll die tiefere und breiter angelegte Untersuchung jener Begriffe und Theorien fördern, mit denen sich auch Pipers eigene philosophische Forschungen und ihre Kunst befassen. Ziel des Stipendiums ist es, die konstruktiven Einflüsse von Interkulturalität und Globalisierung auf die Entwicklung unterschiedlicher Arten schöpferischer Selbstdarstellung zu identifizieren und auszuleuchten, wie diese wiederum dem Menschen helfen, sich auf diese Vielfalt unterschiedlicher Kulturen einzustellen und in ihr zu florieren.

## Bibliografie
Texte von Adrian Piper (Auswahl)
- Utility, Publicity, and Manipulation. In: Ethics. Band 88, Nr. 3, April 1978, S. 189–206
- Property and the Limits of the Self. In: Political Theory. Band 8, Nr. 1, Februar 1980, S. 39–64
- A Distinction Without a Difference. In: Midwest Studies in Philosophy VII: Social and Political Philosophy. 1982, S. 403–435
- Two Conceptions of the Self. In: Philosophical Studies. Band 48, Nr. 2, September 1985, S. 173–197, Nachdruck in: The Philosopher’s Annual. Band VIII, 1985, S. 222–246
- Instrumentalism, Objectivity, and Moral Justification. In: American Philosophical Quarterly. Band 23, Nr. 4, Oktober 1986, S. 373–381
- Moral Theory and Moral Alienation. In: The Journal of Philosophy. Band LXXXIV, Nr. 2, Februar 1987, S. 102–118
- Personal Continuity and Instrumental Rationality in Rawls’ Theory of Justice’. In: Social Theory and Practice. Band 13, Nr. 1, Frühjahr 1987, S. 49–76
- Pseudorationality. In: Amelie Oksenberg Rorty und Brian McLaughlin (Hrsg.): Perspectives on Self-Deception. University of California Press, Los Angeles 1988, S. 297–323
- Hume on Rational Final Ends. In: Philosophy Research Archives. Band XIV, 1988–89, S. 193–228
- Higher-Order Discrimination. In: Amelie O. Rorty und Owen Flanagan (Hrsg.): Identity, Character and Morality. MIT Press, Cambridge, Mass. 1990, S. 285–309; in komprimierter Form abgedruckt in der Schriftenreihe Studies on Ethics in Society. Western Michigan University, Kalamazoo, Mich. 1990
- ’Seeing Things’. In: Southern Journal of Philosophy. Band XXIX, Supplementary Volume: Moral Epistemology. 1990, S. 29–60
- Impartiality, Compassion, and Modal Imagination. In: Ethics. Band 101, Nr. 4, Symposium on Impartiality and Ethical Theory. Juli 1991, S. 726–757
- Xenophobia and Kantian Rationalism. In: Philosophical Forum. Band XXIV, Nr. 1–3, Herbst–Frühjahr 1992–93, S. 188–232; abgedruckt in Robin May Schott (Hrsg.): Feminist Interpretations of Immanuel Kant. Pennsylvania State University Press, University Park 1997, S. 21–73; und in John P. Pittman (Hrsg.): African-American Perspectives and Philosophical Traditions. Routledge, New York 1997
- Two Kinds of Discrimination. In: Yale Journal of Criticism. Band 6, Nr. 1, 1993, S. 25–74. Abgedruckt in Bernard Boxill (Hrsg.): Race and Racism. Oxford University Press, Oxford, S. 193–237
- Making Sense of Value. In: Ethics. Band 106, Nr. 2, April 1996, S. 525–537
- Kant on the Objectivity of the Moral Law. In: Andrews Reath, Christine M. Korsgaard und Barbara Herman (Hrsg.): Reclaiming the History of Ethics: Essays for John Rawls. Cambridge University Press, New York 1997
- The Enterprise of Socratic Metaethics. In: Naomi Zack (Hrsg.): Nonwhite Women and Philosophy: A Critical Reader. Blackwell, London 2000
- Kants intelligibler Standpunkt zum Handeln. In: Hans-Ulrich Baumgarten und Carsten Held (Hrsg.): Systematische Ethik mit Kant. München und Freiburg 2001
- Intuition and Concrete Particularity in Kant’s Transcendental Aesthetic. In: F. Halsall, J. Jansen und T. O’Connor (Hrsg.): Rediscovering Aesthetics. Stanford University Press, Palo Alto 2008

Bücher
- Rationality and the Structure of the Self, Volume I. The Humean Conception (2008 offiziell von der Cambridge University Press zur Veröffentlichung angenommen und als frei zugängliches online-E-Book veröffentlicht unter http://adrianpiper.com/rss/index.shtml)
- Rationality and the Structure of the Self, Volume II. A Kantian Conception (2008 offiziell von der Cambridge University Press zur Veröffentlichung angenommen und als frei zugängliches online-E-Book veröffentlicht unter http://adrianpiper.com/rss/index.shtml)

Über Adrian Piper/Ausgewählte Interviews und Besprechungen, vor allem im Bereich Kunst
- Bruce Altschuler: Adrian Piper: Ideas Into Art. In: Art Journal. Band 56, Nr. 4, Winter 1997, S. 100–101
- Anette Baldauf: Rassismus und Fremdenangst: Gespräch mit der Konzeptkünstlerin und Philosophin Adrian Piper. In: Wiener Zeitung Kulturmagazin. Nummer 30, 1993, S. 16
- David A. Bailey: Adrian Piper: Aspects of the Liberal Dilemma. In: Frieze. Oktober 1991, S. 14–15
- Claudia Barrow: Adrian Piper: Space, Time, and Reference 1967–1970. In: Adrian Piper. Katalog zur Ausstellung in der Ikon Gallery, Birmingham, England, September 1991, S. 11–15
- Maurice Berger: Adrian Piper: A Retrospective. Katalog zu Retrospektive, University of Maryland Baltimore County Press, Baltimore 1999
- John P. Bowles: Adrian Piper and the Rejection of Autobiography. In: American Art. University of Chicago Press, Chicago 2007
- Mela Dávila (Hrsg.); Cristina Rodrigo, Jordi Palou, Martin Perazzo (Übersetzung): Adrian Piper. Despe 1965. Museu d’Art Contemporani de Barcelona, Barcelona 2003
- Jane Farver: Adrian Piper. In: Adrian Piper: Reflections 1967–87. Katalog zu Retrospektive, The Alternative Museum, New York, N.Y. 1987
- Jean Fisher: The Breath between Words. In: Maurice Berger: Adrian Piper: A Retrospective. Katalog zu Retrospektive, University of Maryland Baltimore County Press, Baltimore 1999, S. 34–44
- Pamela Franks: Conceptual Rigor and Political Efficacy, Or, The Making of Adrian Piper. In: Rhea Anastas und Michael Brenson (Hrsg.): Witness to Her Art. Bard College, Center for Curatorial Studies, Annandale-on-Hudson: New York, 2006, S. 75–82
- Sønke Gau: Adrian Piper-Seit 1965: Metakunst und Kunstkritik. In: Camera Austria International. Band 79, 2002, S. 73–74
- Ann Goldstein: Adrian Piper. In: Reconsidering the Object of Art: 1965–1975. Katalog, The Museum of Contemporary Art, Los Angeles 1995, S. 196–199
- Matteo Guarnaccia: Tele dal Gusto Acido alla Scoperta della Realtà. In: Alias (il Manifesto). Band 6, Nr. 14, 5. April 2003, S. 4–5
- Elizabeth Hayt-Atkins: The Indexical Present: A Conversation with Adrian Piper. In: Arts Magazine. März 1991, S. 48–51
- Joerg Heiser: Questionnaire: Adrian Piper. In: Frieze. No. 87, November/Dezember 2004, S. 126
- Grant Kester: Adrian Piper in Concept. In: The Nation. Band 264, Nr. 4, 3. Februar 1997, S. 25–27
- Bobby Maddex: Maximizing Clarity: An Interview with Conceptual Artist Adrian Piper. In: Gadfly. Band 1, Nr. 2, April 1997, S. 22–25
- Rosemary Mayer: Performance and Experience. In: Arts. Dezember 1972, S. 33–36
- Peggy Phelan: Portrait of the Artist. In: The Women’s Review of Books. Band XV, Nr. 5, Februar 1998
- Clive Phillpot: Adrian Piper: Talking to Us. In: Adrian Piper: Reflections 1967–87. Katalog zu Retrospektive, The Alternative Museum, New York 1987
- Arlene Raven: Civil Disobedience. In: The Village Voice. 25. September 1990, Rubrik Kunst und Titel und S. 55, 94
- Anne Rorimer: New Art in the 60s and 70s: Redefining Reality. In: Thames and Hudson, London 2001, S. 160–162, 164, 193
- Jan Svenungsson: An Artist’s Text Book. In: Finnish Academy of Fine Arts, Helsinki 2007, S. 69–77
- Agata Waleczek: ‘I Still Do Believe They Want Me Dead’: An Interview With Adrian Piper, in: Frieze vom 10. September 2018, abgerufen am 3. Oktober 2018
- Judith Wilson: ’In Memory of the News and of Ourselves’: The Art of Adrian Piper. In: Third Text. Band 16/17, Herbst/Winter 1991, S. 39–62
- George Yancy: Adrian M. S. Piper. In: George Yancy (Hrsg.): African American Philosophers: Seventeen Conversations. Routledge, New York 1998, S. 49–71